# Corrida portugaise
La course portugaise ou corrida portugaise (portugais : « tourada ») est une forme de corrida à cheval, pratiquée essentiellement au Portugal et également dans le midi de la France.

## Présentation

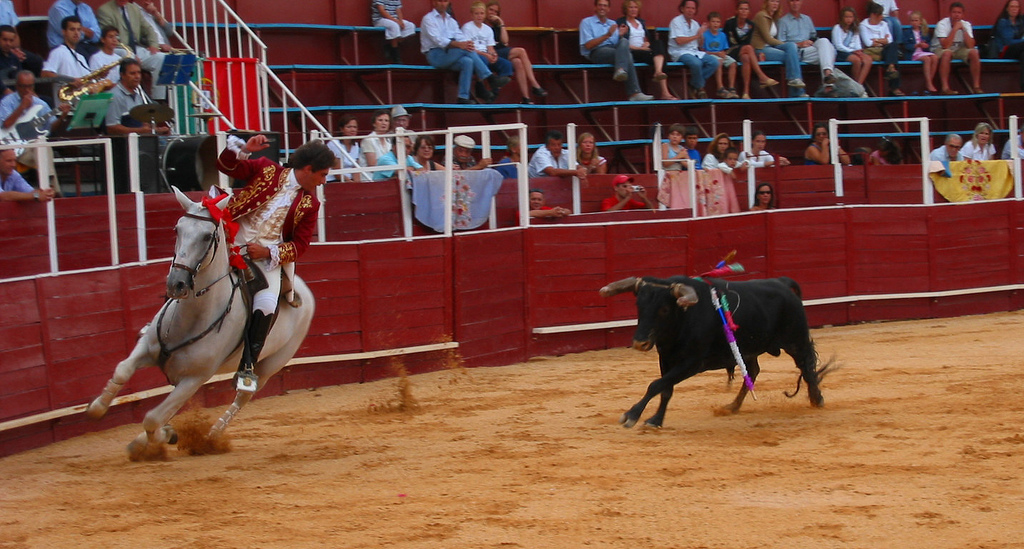
Course portugaise

Au Portugal, la mise à mort en public est interdite de facto en droit depuis 1928 ; de plus, le picador est également interdit. De ce fait, la corrida à pied n'y est que marginale, la corrida à cheval constituant l'essentiel de la tauromachie portugaise. Elle est similaire à son homologue espagnole, qu'elle a d'ailleurs inspirée. 
À la différence de la corrida espagnole pédestre, la « tourada » (corrida) portugaise compte le plus souvent trois cavaliers, en portugais cavaleiros, qui affrontent chacun un touro. 
« Si l'interdiction de mise à mort publique du taureau apparaît bien comme une exception remarquable en terre de corridas, la loi n'en a pas totalement débarrassé les traditions taurines portugaises (...) La manifestation la plus remarquable d'une résistance à voir le jeu taurin se terminer par la mort ne trouve pas meilleure expression que la polémique d'envergure nationale à propos de l'exception culturelle de Barrancos, qui malgré l'interdiction, avait l'habitude de tuer les taureaux à l'issue des corridas. »

## Déroulement
La corrida s'effectue en trois tercios par toureiro. 

### Cortesias
Comme pour la corrida pédestre, le spectacle commence par les cortesias, défilé des cavaliers, de leurs quadrilhas et des forcados. Tous les participants commencent par traverser l'arène pour aller saluer la présidence, chargée de contrôler le bon déroulement de la course. Une fois le salut à la présidence effectué, les cavaliers, saluent le public, en effectuant un galop de côté, face aux barrières, faisant ainsi tout le tour de la piste. Enfin les cavaliers se lancent dans une sorte de parade, ressemblant à un manège.

### Farpa
La première partie de la corrida portugaise est celle de la « farpa», le cavalier tient une farpa, sorte de lance avec un harpon fixée au bout. À la sortie du taureau, le cavalier provoque l'animal et lui plante cette lame, qui se détache du manche, sur lequel le cavalier force pour le casser, et libérer la lame. La lame se détachant du manche, elle libère un drapeau enroulé autour. Cela permet au cavalier de faire suivre le taureau, en étudiant ainsi son comportement. Le cavalier a droit à trois farpas.

### Tercio des banderilles
Le deuxième est le « tercio des banderilles ». Le but est de placer le taureau puis déclencher la charge et de planter les banderilles. Les banderilles (qui existent aussi dans la corrida pédestre) sont des bâtons terminés par un harpon et recouverts de papier de couleur. Dans la corrida équestre, les banderilles constituent l'essentiel du travail de « lide ». La charge du taureau est d'abord provoquée avec des banderilles longues, puis avec des banderilles de plus en plus courtes, la pose de banderilles la plus difficile étant la pose « en violon », lorsque le « cavaleiro » déclenche la charge du taureau par la gauche et pose sa banderille de la main droite.

### Pega

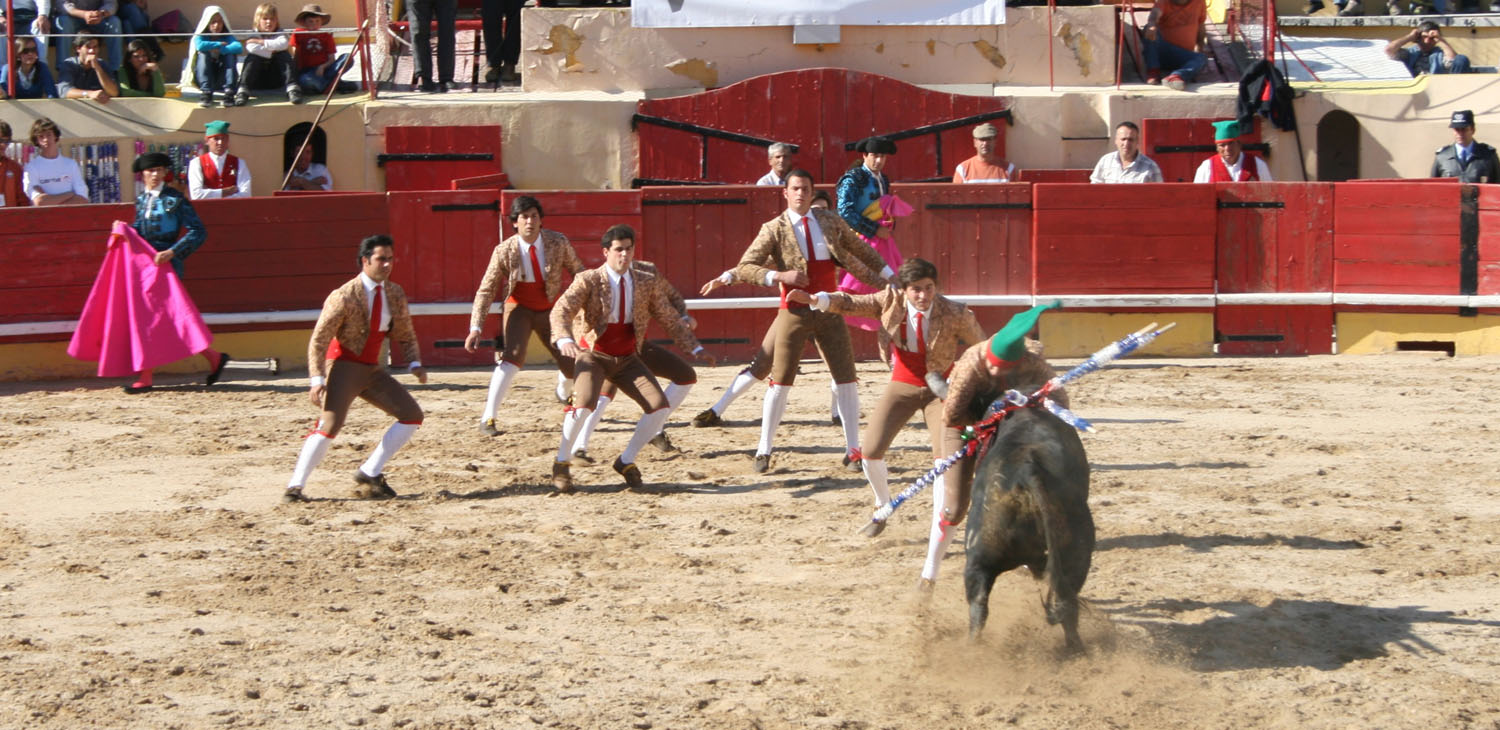
La « pega » effectuée par les « forcados ».

Le troisième tercio est la « pega » effectuée par les « forcados ». Ceux-ci sont des équipes de jeunes gens qui se placent 8 en file indienne face au taureau et déclenchent sa charge. Le premier forcado s’accroche entre les cornes, puis les suivants s’accrochent d’un bras au précédent et de l’autre bras prennent le taureau à bras-le-corps, alternativement à droite et à gauche, le cinquième (rabejador) s’accrochant à la queue.
Dans la corrida à pied au Portugal, la mise à mort est remplacée par un simulacre avec une banderille.
Après la pega, le taureau est ramené au touril puis, en principe, emmené à l’abattoir pour y être puntillé.
- Quadrilha: groupe de trois toureiros pédestres, nommés également « peões de brega », chargés d'aider le cavalier à placer son taureau, d'intervenir en cas de danger.
Le mot « quadrilha » (en espagnol cuadrilla) vient de la corrida pédestre où son rôle est encore plus précis.

## Corrida équestre portugaise

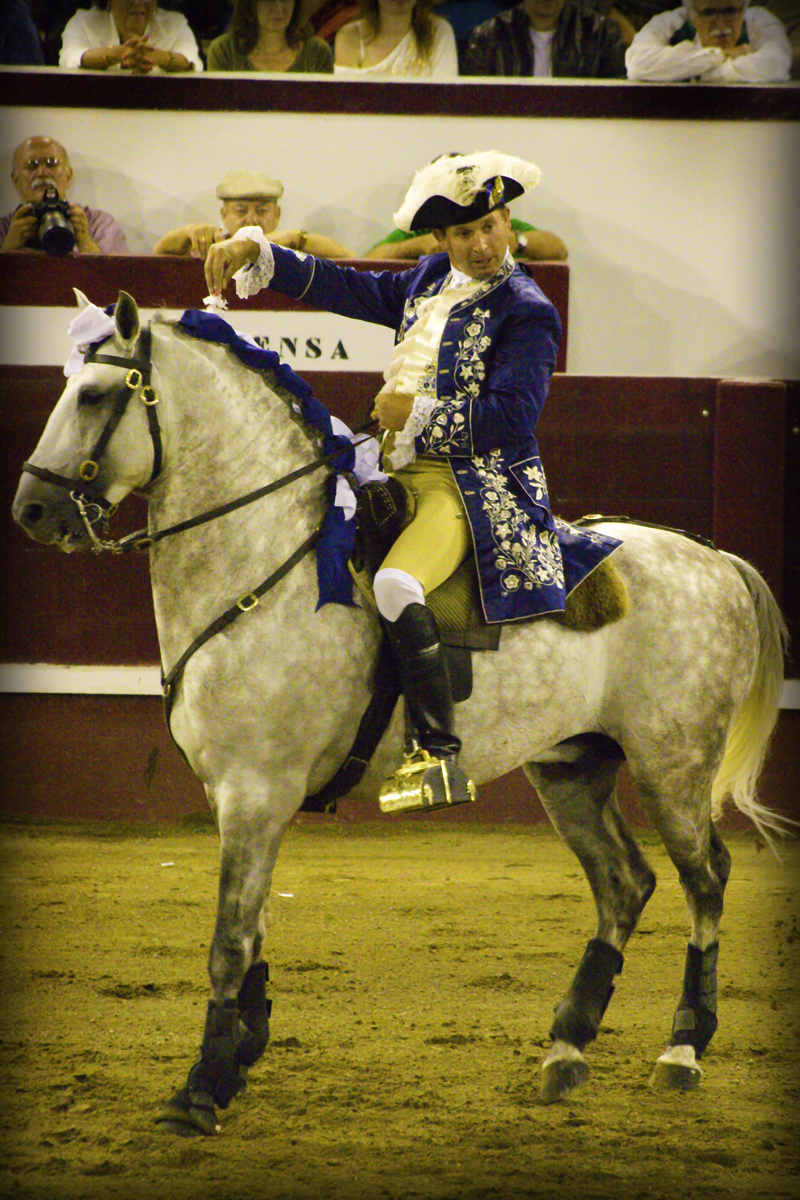
António Telles lors d'une corrida de rejón portugaise en 2007

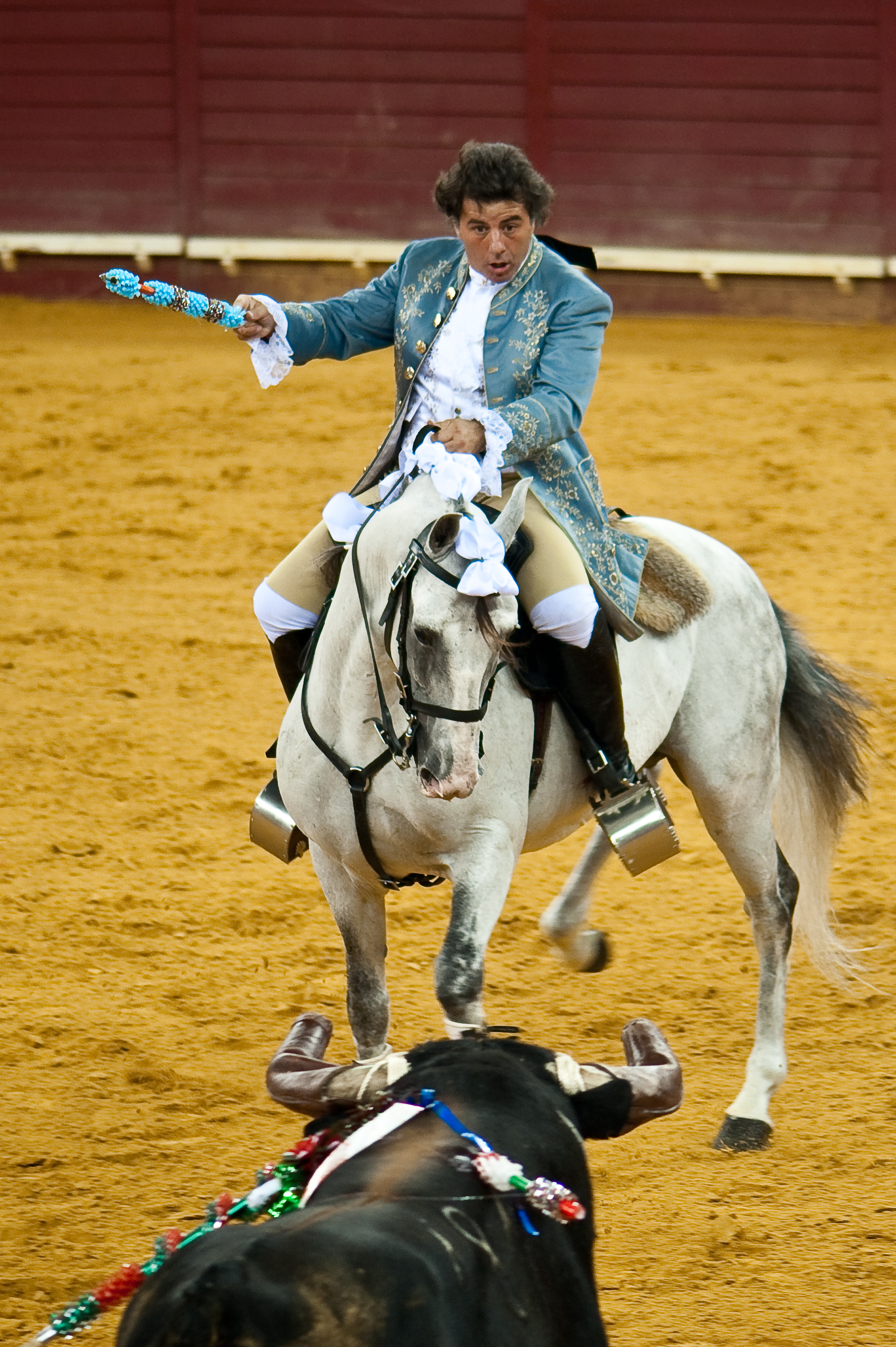
Un rejoneador lors d'une corrida équestre portugaise aux arènes du Campo Pequeno en 2009

La corrida équestre portugaise, ressemble à la corrida équestre espagnole avec quelques différences. Dans la corrida équestre espagnole, les taureaux sortent en piste avec les pointes intactes, alors que dans la corrida portugaise, le taureau a les cornes gainées de cuir. Dans la corrida équestre portugaise le taureau n'est pas tué dans l'arène, alors que dans la corrida équestre espagnole, le taureau est tué par un rejón dont la lame plus grande, permet la mort du taureau. On appelle cela, le rejón de muerte.
Depuis un certain nombre d'années, une forme de corrida hybride entre la corrida équestre portugaise et la corrida équestre espagnole, existe, sous le nom de corrida de rejón. Dans cette forme de corrida inspirée par les rejononeadores espagnols Angel Peralta et portugais Jose Samuel Lupi, le taureau n'a pas les cornes gainées, mais épointées, dans le but de protéger le cheval et il est tué en piste. C'est la forme de corrida équestre la plus populaire en Espagne et en France. Au Portugal elle est interdite. Dans la corrida de rejón, Espagnols, Portugais et Français pratiquent ensemble et rivalisent.
En France, les arènes de Méjanes et des Saintes-Maries-de-la-Mer, sont deux hauts lieux de corridas de rejón, où se déroulent deux grandes compétitions, le Rejón d'Or et le Centaure d'Or. Les rejoneadors espagnols portent un costume similaire aux trajes de campos andalous, tandis que les Portugais conservent leur costume Louis XV, avec tricorne, comme cela se faisait au XVIIIe siècle.